# Метилфенідат
Метилфенідат (англ. Methylphenidate, лат. Methylphenidatum) — синтетичний лікарський препарат, який належить до групи стимуляторів діяльності центральної нервової системи та за хімічною структурою близьких до похідних фенілетиламіну і піперидину. Метилфенідат застосовується перорально та місцево нашкірно.

## Історія
Метилфенідат уперше синтезований у 1944 році у лабораторії компанії «Ciba» (яка натепер є частиною компанії «Novartis»), причому хімік Леандро Паніццон назвав отриману речовину «Риталін» на честь своєї дружини Рити, яка приймала препарат для лікування симптомів артеріальної гіпотензії. Стимулююча дія препарату на ЦНС встановлена в 1954 році. Медичне застосування метилфенідату розпочалось з 1955 року. Початково препарат застосовувався для лікування коми, спричиненої барбітуратами, нарколепсії та депресії, а також для покращення пам'яті в літніх людей. Проте пізніше встановлено, що метилфенідат ефективний у дітей та дорослих із розладом дефіциту уваги та гіперактивності. Метилфенідат є препаратом першої ланки при лікуванні РДУГ у дорослих та дітей в Україні, за відсутністю дозволу на розповсюдження амфетаміновмісних препаратів, таких як Аддералл, чи інших препаратів на базі декстроамфетамінів
 та амфетаміну.

## Фармакологічні властивості
Метилфенідат — лікарський засіб, що належить до групи стимуляторів діяльності центральної нервової системи. За хімічним складом він є рацемічною сумішшю d- та l-ізомерів, причому d-ізомер є більш фармакологічно активним. Точний механізм дії препарату не встановлений, найімовірнішим механізмом дії вважається інгібування зворотного нейронального захоплення медіаторних моноамінів, переважно норадреналіну та дофаміну, що спричинює накопичення нейромедіаторів у синаптичній щілині та вивільнення медіаторів у навколонейрональне середовище. Метилфенідат застосовується переважно для лікування розладу дефіциту уваги та гіперактивності в дітей, підлітків, дорослих, а також для лікування нарколепсії. Вважається, що метилфенідат при застосуванні при синдромі порушення активності та уваги спричинює менше побічних ефектів, ніж інші препарати, а також більш ефективний у застосуванні. Зважаючи на його фармакологічні властивості, в США частина студентів вищих навчальних закладів і учнів шкіл застосовують метилфенідат для підвищення розумових здібностей та покращення пам'яті. Проте при передозуванні препарату, а також при застосуванні його в подрібненому вигляді інгаляційно, відбувається спочатку виникнення ейфорії, деперсоналізації, а пізніше дратівливості, галюцинацій, головного болю, судом, зниження пам'яті та працездатності, а також до виникнення коми та смерті. Тривалий неконтрольований прийом препарату призводить до розвитку фізичної та психологічної залежності від прийому метилфенідату. У більшості країн світу, де метилфенідат дозволений до медичного застосування, він належить до суворо контрольованих лікарських препаратів. В Україні препарати з вмістом метилфенідату належать до психотропних речовин, обсяг яких обмежено постановою Кабінета Міністрів України від 6 травня 2000 р. № 770. Також препарат заборонено в низці країн, зокрема Омані, Ємені, Таїланді, Того, Нігерії. Ще у 1999 році американський психіатр Пітер Роджер Бреггін опублікував докладний 33-сторінковий огляд психотропних і побічних ефектів метилфенідату, а в травні 2018 року база доказової медицини «Кокранівська співпраця» опублікувала систематичний огляд 260 клінічних випробувань для визначення ризику негативних ефектів метилфенідату в дітей і підлітків. Згідно з проведеними дослідженнями, зроблено висновок, що прийом метилфенідату може спричинити серйозні наслідки, аж до смертельних випадків, серцево-судинних ускладнень і розладів психіки. Згідно з даними спостережень, щонайменше в 1 % дітей та підлітків, які отримували препарат, зафіксовано серйозне ускладнення (смерть, серцево-судинні порушення, психози). За даними «Кокранівської співпраці» також відзначається високий рівень неважких побічних явищ, одного або кількох побічних ефектів, які спостерігалися більш ніж у половини обстежених дітей і підлітків. Значна частина пацієнтів (у середньому 7,3 із 100) вимушено припинила прийом препарату внаслідок його побічних ефектів, ще більше пацієнтів (у середньому 16,2 з кожних 100 пацієнтів) повністю припинили прийом метилфенідату із невідомих причин.

### Фармакокінетика
Метилфенідат добре і швидко всмоктується після перорального застосування, проте біодоступність препарату становить лише 10—52% у зв'язку із ефектом першого проходження метилфенідату через печінку. Максимальна концентрація метилфенідату в крові досягається протягом 1—2 годин після прийому препарату, при застосуванні форм із повільним вивільненням цей час зростає до 6—8 годин. Метилфенідат погано (на 15%) зв'язується з білками плазми крові. Препарат проникає через гематоенцефалічний бар'єр, через плацентарний бар'єр, та виділяється в грудне молоко. Метаболізується метилфенідат у печінці з утворенням неактивного метаболіту. Виводиться препарат з організму переважно у вигляді метаболітів із сечею. Період напіввиведення метилфенідату становить у середньому 3,5 години. Цей час може збільшуватися у пацієнтів із порушенням функції печінки та в літніх людей.

## Покази до застосування
Метилфенідат застосовується для лікування розладу дефіциту уваги та гіперактивності та нарколепсії.

## Результати досліджень щодо застосування при лікуванні РДУГ у дорослих
Огляд існуючих досліджень щодо лікування РДУГ у дорослих (доступні на дату публікації огляду 26 серпня 2021), які провели кафедра психології медичного колеггіуму Ягеллонського університету та інститут медичних наук Ряшівського Університету, показує що метилфенідат демонструє мультимодальний механізм дії, діючи головним чином як інгібітор зворотного захоплення дофаміну та норадреналіну. Він також захищає дофамінергічну систему від тривалого «зносу» (забезпечуючи значний запас нейромедіатора, що зберігається в пресинаптичних везикулах). У плацебо-контрольованих дослідженнях було показано, що метилфенідат є помірно ефективним як проти основних симптомів РДУГ (стандартне відхилення: 0,49; 95 перцентиль довірчого інтервалу: 0,35–0,64), так і супутнього дефіциту регуляції емоцій стандартне відхилення: 0,34; 95 перцентиль довірчого інтервалу: 0,23-0,45). Найбільш поширеними побічними явищами, пов’язаними з тривалим лікуванням метилфенідатом, є зниження апетиту (~20%), сухість у роті (15%), серцебиття (13%), шлунково-кишкові інфекції (~10%) та збудження/почуття неспокою ( ~10%).
Важливо зазначати, що своєму огляді вони також посилаються на дослідження Medication for Attention-Deficit/Hyperactivity Disorder and Risk for Suicide Attempts яке доводить, що прийом метилфенідату у дорослих та дітей, які мають РДУГ, знижує частоту суїцидальних думок та спроб самогубств. Когортна вибірка пацієнтів з РДУГ 3.874.728 людей, де 47,8% пацієнтів жіночої статі, були надані на базі комерційних заяв про охорону здоров’я з 2005 по 2014 рік у Сполучених Штатах. Використовуючи аналізи на рівні популяції та в межах окремої людини, щоб порівняти ризик спроб суїциду протягом місяців, коли люди отримували призначені стимулятори або не стимулятори, порівняно з місяцями, коли вони не отримували ліки. Дослідження довело, що як у популяційному, так і в індивідуальному аналізі, лікування РДУГ асоціювалося з нижчими шансами на спроби суїциду. Співвідношення шансів (en: OR) : 0,69; 95 перцентиль довірчого інтервалу: 0,66-0,73; та співвідношення шансів (en: OR): 0,69; 95 перцентиль довірчого інтервалу: 0,57-0,66 відповідно. Подібне зниження було виявлено у дітей та дорослих середнього віку та в клінічно значущих підгрупах, включаючи пацієнтів із РДУГ із наявною депресією або розладом, пов’язаним із вживанням психоактивних речовин. Зниження в основному спостерігалося для стимуляторів співвідношення шансів (en: OR): 0,72; 95 перцентиль довірчого інтервалу: 0,66-0,77); нестимулюючі препарати не асоціювалися зі статистично значущими змінами ризику суїцидальних спроб (співвідношення шансів (en: OR): 0,94; 95 персентіль довірчого інтервалу: 0,74-1,19). Аналіз чутливості, що оцінює вплив різних визначень спостережень, різних визначень результатів, підмножин когорти та різних аналітичних підходів, дав порівняльні результати, що доводить дію метилфенідату як ліків, які знижують ризики самогубств серед пацієнтів, які його приймають.

## Побічна дія
При застосуванні метилфенідату є побічні ефекти. Найважчим із побічних ефектів є розвиток фізичної та психологічної залежності від прийому препарату. Щоправда, звикання до метилфенідату не є вираженим, коли препарат застосовується перорально у встановлених дозах за рекомендаціями лікарів, проте ймовірність звикання до нього зростає при застосуванні препарату інгаляційно або внутрішньовенно, яке не є медичною практикою. Детальний перелік всіх побічних реакцій вказано в інструкції до препарату. Іншими частими побічними ефектами препарату є:
- Алергічні реакції — шкірний висип, свербіж шкіри, набряк вушних раковин, анафілактичні реакції, кропив'янка, синдром Стівенса-Джонсона, синдром Лаєлла, гіпергідроз, еритема шкіри, гарячка.
- З боку травної системи — нудота, блювання, діарея або запор, біль у животі, сухість у роті, порушення функції печінки включно з гострою печінковою недостатністю та печінковою комою, жовтяниця, зниження апетиту.
- З боку нервової системи — підвищена стомлюваність, головний біль, запаморочення, загальна слабкість, тривога, дезорієнтація, порушення координації рухів, тремор, погіршення пам'яті, порушення зору, судоми, втрата свідомості, галюцинації, збудження, деперсоналізація, манія або гіпоманія, розлади мислення, панічні атаки, летаргія, цереброваскулярні розлади включно з інсультом.
- З боку серцево-судинної системи — аритмії, тахікардія або брадикардія, артеріальна гіпертензія, фібриляція передсердь, артеріальна гіпертензія, приливи крові, стенокардія, інфаркт міокарду.
- З боку дихальної системи — кашель, біль у горлі, задишка, назофарингіт, синусит.
- З боку опорно-рухового апарату — болі в м'язах, судоми м'язів, болі в суглобах, рабдоміоліз.
- З боку ендокринної системи — гінекомастія, пріапізм, еректильна дисфункція, зниження лібідо.
- Зміни в лабораторних аналізах — лейкопенія, агранулоцитоз, тромбоцитопенія, анемія, панцитопенія, підвищення активності ферментів печінки.

При передозуванні препарату також можуть спостерігатися виражений тремор тіла, посилення потовиділення, гіперемії обличчя, тахікардії, сплутаність свідомості, а при значному передозуванні — кома та зупинка дихання і серцебиття.

## Протипокази
Метилфенідат протипоказаний при підвищеній чутливості до препарату, одночасному лікуванні інгібіторами моноамінооксидази, феохромоцитомі, гіпертиреозі або тиреотоксикозі, наявності в анамнезі важкої депресії, маніакальних станах, схильності до самогубства, шизофренії, невропатичних розладах, біполярному розладі, важких порушеннях серцево-судинної системи, важких захворюваннях судин головного мозку. При вагітності та годуванні грудьми, дітям до 6 років.

## Немедичне застосування
Метилфенідат часто застосовується, особливо в США частиною студентів вищих навчальних закладів та учнів шкіл для підвищення розумових здібностей та покращення пам'яті. У випадку немедичного застосування препарату, особливо інгаляційного, внутрішньовенного, перорального застосування, частіше спостерігається розвиток фізичної та психологічної залежності від препарату. Крім того, люди, які вживають наркотик ін’єкційним шляхом, ризикують отримати додаткові ускладнення, оскільки нерозчинні наповнювачі в таблетках ріталіну можуть блокувати дрібні кровоносні судини. Люди, які вживають метилфенідату внутрішньовенно, також ризикують заразитися ВІЛ, гепатитом B, гепатитом C та іншими вірусами, що передаються через кров.

## Форми випуску
Метилфенідат випускається у вигляді желатинових капсул по 0,01; 0,015; 0,02; 0,03; 0,04; 0,05; 0,06 г; таблеток по 0,0025; 0,005; 0,01; 0,018; 0,02; 0,027; 0,036 і 0,054 г; розчину для перорального застосування із вмістом діючої речовини по 5 мг/мл; та у вигляді трансдермальних систем.